# Philippe de Rodolphe
Philippe de Rodolphe également appelé Philippe de Rodolfis ou de Rodolphis, mort le 30 juin 1574, est un prélat catholique français du XVIe siècle. 

## Biographie
Philippe de Rodolphe, neveu du cardinal Laurent Strozzi, n'était encore que diacre et docteur de l'université d'Avignon lorsqu'il fut nommé à l'évêché d'Albi par une bulle du pape Pie V de l'année 1567. Il ne prit possession de ce siège que le 10 juin 1568 et mourut le 30 juin 1574. 
Philippe de Rodolphe est abbé de Saint-Victor de Marseille. 

En 1567 Philippe de Rodolphe permute avec Laurent Strozzi l'abbaye de Saint-Victor de Marseille contre l'évêché d'Albi. Tous les deux sont préconisés en 1568. 